# Johann Friedrich Gruner
Johann Friedrich Gruner (* 1. August 1723 in Coburg; † 29. März 1778 in Halle (Saale)) war ein deutscher evangelischer Theologe, Historiker, Rhetoriker und Pädagoge.

## Leben
Johann Friedrich Gruner wurde als Sohn des gleichnamigen Konsistorialpräsidenten und Geheimrats (1688–1756) und dessen Frau Euphrosyne Marie (1705–1756), die Tochter des Kammerrates und Rentmeisters Johann Friedrich Facius, geboren. Sein jüngerer Bruder war der Präsident der Rentkammer in Coburg Johann Gerhard Gruner (1737–1790).
Seine erste Bildung in den alten Sprachen hatte beim Weißenbrunner Pfarrer Johann Faccius erhalten, bevor er ab 1738 das Gymnasium Casimirianum seiner Heimatstadt besuchte. Er studierte ab 1742 an der Universität Jena. Hier erwarb er 1745 den akademischen Grad eines Magisters der Philosophie, bekam als Magister legens die Lehrberechtigung, war kurze Zeit an der Universität Leipzig tätig, wurde 1747 Gymnasialprofessor für lateinische Sprache und Römische Altertümer in Coburg und übernahm später dort das Lehramt für Rhetorik, womit er zum Inspektor der Alumnen am Gymnasium in Coburg aufstieg. In Coburg hatte er sich bereits häufig mit der Geschichte des alten Roms beschäftigt. Ab 1755 war er Mitglied der Göttinger Akademie der Wissenschaften als ordentlicher Zuhörer.
1764 wurde er auf Betreiben von Johann Salomo Semler ordentlicher Professor der Theologie an der Universität Halle und promovierte aus diesem Grund 1766 zum Doktor der Theologie. Gruner hatte versucht, in seinen theologischen Vorlesungen die zeitgemäße Philosophie einzubringen. Er las hauptsächlich über Pastoralwissenschaft und Kirchengeschichte, daneben aber auch über Dogmatik und das Neue Testament. Er ist ein etwas ungestümer Vertreter des Abschieds der evangelischen Theologie des 18. Jahrhunderts von einer pietistisch modifizierten Orthodoxie und ihrer neologischen Fortentwicklung auf der Grundlage strenger grammatischer und historischer Bibelauslegung und stand im Bündnis mit der aufklärerischen Popularphilosophie. Gruner hatte auch organisatorische Aufgaben an der Hallenser Hochschule übernommen und war 1774/75 Prorektor der Alma Mater gewesen.
Johann Friedrich Gruner wurde auf dem halleschen Stadtgottesacker bestattet. Sein Grab befindet sich im Gruftbogen 67, Grabinschriften sind nicht mehr erhalten.

## Familie
Gruner war zweimal verheiratet. Der Name seiner ersten Ehefrau ist unbekannt. Seine zweite Ehe ist er 1767 in Halle mit Christiane Sophie (1738–1786), der Tochter des Juristen Johann Georg Francke (1697–1755) und dessen Frau Luise Sophie (geb. Dreyßig, aus einem Hallenser Pfännergeschlecht), eingegangen. Aus diesen Ehen gingen einige Kinder hervor. Bekannt sind der Großkaufmann und Ratsbaumeister Carl Friedrich Gerhard Gruner (* 1768), der Großkaufmann und Bankier in Leipzig Ferdinand Gruner (1769–1852) und der Hofapotheker, Oberbergkommissar und Medizinalrat in Hannover Wilhelm Gruner (1771–1849).

## Werke
1. Diss. (Praes. Joh. Conr. Schwarzio) de Flaminibus. Otto, Coburg 1742. (Digitalisat)
2. Consilium de nova a se procuranda Coelii Sedulii editione. Schill, Jena 1743. (Digitalisat)
3. Contemplatio gemmae cuiusdam a selectis Jacobi de Wilde Diss. epist. qua Joh. Paul. Reinhardo philosophiae Magìstri honores nomine Societatis Latin. Jenens. gratulatus est. Jena 1744 erneut In: Actis huius societatis Vol. I. S. 100 ff.
4. Diss. epist. de honore et virtute, diis assessoribus, qua Christ. Henr. Eckhardo fasces academicos nomine Societ. Lat. gratulatus est. Jena 1746.
5. Diss. ad illustranda D. Paulli verba Tit.T, 1-6. Jena 1745.
6. Spicilegium observationum ad Phaedri priores libros II. Schill, Jena 1745. (Digitalisat)
7. Introductio in antiquitates Romanos, qua populi Romani res publicae et privatae quam sub re publica, quam sub imperatoribus studiose explicantur. Cuno, Jena 1782. (Digitalisat)
8. Coelii Sedulii Mirabilium divinovum Libri V, sive Carmen paschale, item Hymni duo ad Codicum MSS. et ad fidem veterum edìtionum recensuit, lecitones varias, observationes et indices necessarios adiecit. Wendler, Leipzig 1747. (Digitalisat)
9. Progr. IV. de indole sive genio linguarum sigillatim Romanae. Coburg 1747, 1749, 1750.
10. Progr. de falsis Apostolis ecclesiae apostolicae. Otto, Coburg 1749. (Digitalisat)
11. Progr. de P. Ovidii Nasonis aliquot locis. Coburg 1749.
12. Prolusione de Isaaco typo Christi ad Hebr. XI. 19. ad celebrandam oratione Latina memoriam resurrectionis Iesu Christi e mortuis pietatis et literarum fautores invitant Collegii Casimiriani professores. Otto, Coburg 1749. (Digitalisat)
13. Miscellanea sacra, Fasciculus I, quo contiuentur:
  1. Diss. de itinere Paulli Hierosolymitano ad Galat. II, 2. Dissert, de tempore et loco scriptionis Epistolae D. Paulii ad Timotheum prioris. (Digitalisat)
  2. Observationum in Epistolam Paulli ad Romanos specimen. Jena 1750. (Digitalisat)
14. Progr. Falsos Apostolos ecclesìae apostolicae primitus ex eccelesia Hierosolymitana exiisse. Otto, Coburg 1750.
15. Progr. I-III. de C. Plinii secundi iunioris aliquot locis. Coburg 1750–1751.
16. Progr. Origines monasterii Ordinis S. Benedicti in Banx. Coburg 1751 auch In: Carl Fried. Schopfens Nordgau-Ostfränk. Staatsgeschichte. T. 2., S. 294 usw. Vermehrt und verbessert in den danach angeführten Opusculis
17. Progr. de odii Romanorum adversus Christianos caussis. Otto, Coburg 1751. (Digitalisat)
18. Eutropii Breviarium historiae Romanae, cum notis criticis et historicis. Findeisen, Coburg 1752, 1768. (Digitalisat der Ausg. 1768)
19. Progr. de instauratione monasterii Ordinis S. Benedicti in Banz, facta per Ottonem, Episcopum Bambergensem. Otto, Coburg 1753. (Digitalisat)
20. Progr. de odio humani generis Christianis olim a Romanis obiecto Exercitationes historicae' tres, quibus persecutionum inprimis, quas Christiani a Romanis perpessi sunt, historia plurimum illustratur. Otto, Coburg 1755. (Digitalisat)
21. Exercitatio historica de Henrici Raspe in regem Romanorum electione, rebus in Imperio gestis et vitae exitu. Otto, Coburg 1756. (Digitalisat)
22. Progr. de Jesu Christo, primogenito Dei patris filio, ad Coloss. I, 15. Rom. VIII, 24. Hebr. 1, 6. Coburg 1756.
23. Progr. de Comitibus de Truhendingen, Ducum Meraniae haeredibus. Coburg 1756.
24. Progr. I-VIII, de rebus Hermanni II, Comitis de Henneberg. Coburg 1757–1759.
25. Sexti Aurelii Victoris Historia Romana, cum animadversionibus criticis atque historicis. Coburg 1757, Erlangen 1787. (Digitalisat der Ausg. Pichler, Wien 1806, Theil 1), (Theil 2)
26. Progr. de electione Rudolphi I, Caesaris Augusti. Coburg 1757.
27. Opusculorum ad illustrandum historia in Germaniae pertinentium. Volumen I. Coburg 1760, Volumen II Coburg 1761.
28. Progr. Antiquitates Coburgenses. Coburg 1760.
29. De Manumissione Per Convivium Observatio. Findeisen Coburg 1760. (Digitalisat)
30. Progr. I et II de Coburgo sub ditione Marchionum de Brandenburg. Coburg 1761.
31. Progr. Jesus Christus der Erstgebohrne durch die ganze Schöpfung, Coloss.I, 15. Findeisen, Coburg 1762.
32. Progr. Deus Messiae naturam humanam persiciens ad Hebr. X,5. Ps. XL, 7. Coburg 1762.
33. C. Velleii Paterculi quae supersunt, ex histonae Romana e voluminibus duobus recensuit, et commentario perpetuo illustravit. Findeisen, Coburg 1762. (Digitalisat)
34. Progr. I - IV. de unitate ecclesìae ex mente S. Ignatii. Coburg 1762–1764.
35. Progr. Historische Untersuchung über den Ursprung des Fränkischen Reichs in Gallien. Findeisen, Coburg 1764. (Digitalisat)
36. Progr. de origine Episcoporum eorumque in ecclesia primitivo iure. Grunert Magdeburg 1764. (Digitalisat)
37. Anweisung zur geistlichen Beredsamkeit. Franck, Halle 1766. (Digitalisat)
38. Diss. inaug. Jesus Christus imago Dei invisibilis, splendor gloriae et character essentiae ipsius, 2 Cor. IV, 4. Col. I, 15. Hebr.I, 4. Halle 1766.
39. Versuch eines pragmatischen Auszuges aus der Kirchengeschichte der Christen. 1. Teil, von der Geburt Christi bis auf die Reformation Lutheri. Francke, Halle 1766. (Digitalisat)
40. Progr. Dissertatiuncula, qua ostenditur, homini Christiano quam necessarium sit, animum de veritate resurrectionis Christi e mortuis omnino persuasum habere. Halle 1767.
41. Abgenöthigte Vertheidigung seiner Anweisung der Beredsamkeit, wie auch seiner Inauguraldisputation : Jesus Christus imago Dei invsibilis, wider die Zudringlichheiten eines ungenannten Recensenten in des Hrn. Doctors Ernesti zu Leipzig neuen theologischen Bibliothek. Halle 1768.
42. Progr. Commentatiuncula ad Rom. VIII, 23. Halle 1768.
43. Progr. Spiritus S. Apostolorum magister, arguens mundum. Halle 1768.
44. Diss. Censura divisionis Religionis et Theologiae in naturalem et revelatam, Sectio I. Hendel, Halle 1770. (Digitalisat)
45. Versuch einer Kirchengeschichte des achtzehenten Jahrhunderts, Lemgo 1771
46. Praktische Einleitung in die Religion der heiligen Schrift. Gebauer, Halle 1773. (Digitalisat)
47. Progr. super 2 Timoth. III, 16. Halle 1774.
48. Progr. de reditu Christi in vitam abituque in coelum spei Christianorum, quam positam in Deo habent, fundamento, ad 1 Petr. I, 21. Halle 1776.
49. Progr. de Spiritu S. Christianorum charactere atque insigui. Halle 1776.
50. Progr. de descensu Christi ad inferos. Halle 1777.
51. Institutionum Theologiae dogmaticae libri tres. Gebauer, Halle 1777. (Digitalisat)
52. Observationum criticarum Liber I. In: Actis Societatis Latin. Jena Vol.III. S. 23. ff. - Liber II. Actis Societatis Latin. Vol. V, Jena, S. 220 ff.